# وفاء عبدالرزاق
وفاء عبدالرزاق (عربی: وفاء عبد الرزاق؛ زادهٔ ۱ ژانویهٔ ۱۹۵۲) شاعر و داستان‌نویس عراقی است که در بصره به دنیا آمده‌است و ساکن لندن در انگلستان است.

## عضویت و فعالیت‌ها
- رئیس و بنیان‌گذار انجمن خلاقیت برای صلح، لندن.
- سفیر حسن نیت در خاورمیانه ۲۰۱۶.
- معاون رئیس خانه فرهنگ عربی در هند.
- معاون مدیر مجله حرفه‌های علمی جهانی که توسط مرکز مطالعات عربی در دانشگاه استراتفورد آمریکا، در همکاری با خانه فرهنگ عرب در هند منتشر می‌شود.
- مشاور انجمن خلاقیت جهان عربی و مهاجران، پاریس.
- سفیر آکادمی داستانهای عربی از مرکز علوم فرهنگ عرب در دانشگاه استراتفورد، ایالات متحده آمریکا.
- عضو هیئت امناء بنیاد رسانه‌های عربی عرار.
- سفیر گروه عرار برای ادبیات، فرهنگ، شعر عربی و فرکلور در لندن.
- نایب رئیس خانه فرهنگی عرب در هند.
- در سال ۲۰۱۷بعنوان سفیر آکادمی فرهنگ عربی از طرف مرکز مطالعات عربی دانشگاه استراتفورد آمریکا انتخاب شد.
- مشاور انجمن خلاقیت جهان عرب در انگلستان.
- عضو جنبش شعراء جهان، شیلی.
- عضو بنیاد بنیاد رسول الامل، لندن.
- عضو انجمن ادبیات عرب، مصر.
- عضو سازمان نویسندگان بدون مرز آلمان.
- عضو انجمن نویسندگان در غرب، لندن.
- عضو اتحادیه نویسندگان در عراق.
- هیئت باشگاه تحریریه، لندن.
- عضو انجمن فرهنگی بحرین.
- عضو انجمن فرهنگی عراق در سوریه.
- عضو انجمن شعرای مردمی عراق.
- عضو انجمن داستانهای سوریه ای در سوریه.
- عضو اتحادیه نویسندگان اینترنتی عرب.
- شرکت در تأسیس «گالری نخل سفید» و «خانه نخل سفید» برای مراقبت و بازسازی کودکان خیابانی در عراق.[۳][۴]

## افتخارات
- او جایزه داستان «موزهٔ کلمه اسپانیا» را بخاطر داستان (رویاهای باطل) در مسابقه داستان خیلی کوتاه، در میان ۲۰ برنده جایزه از ۳۵٬۰۰۰٬۰۰۰ شرکت‌کننده در سراسر جهان را در سال ۲۰۱۵ بدست آورد.
- جایزه دکتر مازن مسعودی از اتحادیه عرب را در سال ۲۰۱۵ در هند بدست آورد.
- دریافت جایزه سفارت عراق در دهلی در سال ۲۰۱۵.
- دریافت جایزه از دانشگاه آوری پاریس در سال ۲۰۱۶.
- جایزه دانشگاه کشورهای اسلامی در دهلی در سال ۲۰۱۵.
- جایزه دانشگاه جواهر نهرو در سال ۲۰۱۵ در هند.
- جایزه و عضویت افتخاری باشگاه خصوصی در بحرین.
- کاندید سفیر حسن نیت توسط نهادهای فرهنگی و مدنی گروه‌های غیردولتی از روشنفکران و هنرمندانی که به مسائل خلاقیت انسان متعهد هستند.
- دکترای افتخاری دریافت کرد و فارابی را از گروه الفاابی برای توسعه و تحصیلات تکمیلی ۲۰۱۴ جلوگیری کرد.
- او توسط دانشگاه پاریس آوری، ۲۰۱۶ افتخار دارد.
- به عنوان سفیر صلح توسط بنیاد روشنفکران عرب انتخاب شد.
- برنده جایزه نوآوری برای بنیاد روشنفکران عرب، سیدنی - استرالیا در سال ۲۰۱۱.
- گواهی افتخار از بنیاد روشنفکران عرب، سیدنی، استرالیا، ۲۰۱۰.
- جایزه بنیاد روشنفکران عرب، سیدنی - استرالیا، ۲۰۱۰.
- مدال اتحادیه نویسندگان اتحادیه اسکندریه مصر.[۵]

## تالیفات
- منتشر شده در روزنامه‌ها و مجلات عربی
- برخی از آثار به زبان انگلیسی، فارسی، فرانسوی، ایتالیایی، ترکی، اسپانیایی (و آلمانی) ترجمه شده‌است.
- شرکت در جشنواره شعر صلح جهانی فرانسه.
- همان دیوان (از خاطرات یک کودک جنگ) به زبانهای فرانسوی، انگلیسی، ایتالیایی، فارسی، اسپانیایی ترجمه شده‌است.[۴][۳]

## خلاقیت‌ها

### نسخه صوتی
- شامل سی دی شعر و موسیقی و شعر مردمی[۶][۳]

### اشعار فصیح
- امشب مرا نمی‌شناسند، سازمان گسترش اعراب لبنان، ۱۹۹۹
- هنگامی که کلید نابینا است، بنیاد ترویج عرب، لبنان، سال ۱۹۹۹.
- خاطرات یک کودک جنگ،انتشارات دار نعمان لبنان، ۲۰۰۸.
- داستان مغول، انتشارات دار نعمان لبنان، ۲۰۰۸
- خاطرات یک کودک جنگی به زبان فرانسوی
- خاطرات یک کودک جنگی به زبان فارسی
- خاطرات یک کودک جنگی به زبان ایتالیایی
- خاطرات کودک جنگ، مصر، ۲۰۰۹.[۷][۳]